# الیپارامبا
الیپارامبا (به انگلیسی: Aliparamba) یک منطقهٔ مسکونی در هند است که در کرالا واقع شده‌است.

## خصوصیات
الیپارامبا ۲۲٬۸۰۲ نفر جمعیت دارد.